# George Tenet
George Tenet, född 5 januari 1953 i Flushing, Queens, New York, är en amerikansk professor i tillämpad diplomati, och tidigare CIA:s högste chef. Den senare tjänsten innehade han från juli 1997 till juli 2004, vilket innebär att han är en av dem som innehaft det ämbetet längst.

## Biografi
George Tenet föddes i Queens som son till två immigranter från södra Albanien. Han studerade internationell politik vid Georgetown University och Columbia University. Efter en tjänst vid American Hellenic Institute, blev han anställd av John Heinz vid USA:s senat. Under 1980-talet värvades han till Bill Clintons nationella säkerhetsgrupp, och utsågs av densamme till chef vid National Security Council. 1995 utsågs han till underchef vid CIA, och blev 11 juli 1997 enhälligt vald av senaten till posten som dess högsta chef. Fastän posten normalt anses politiskt tillsatt, kvarblev han i sin befattning när George W. Bush efterträdde Bill Clinton som president.
Långt före 11 september-attacken uppmärksammade Tenet det ökade hotet från terrorismen. 15 september 2001 presenterade han Worldwide Attack Matrix, en antiterrorismkampanj för 80 länder. 

### Anklagelser
Tenet har anklagats av journalisten Bob Woodward i dennes bok Plan of Attack för att i egenskap av privatperson ha sagt till president Bush att Irak hade massförstörelsevapen, vilket var ett graverande skäl till att USA gick in i Irak 2003. Han kritiserades också häftigt för hur han hanterat frågan med Abu Ghraib och  Guantánamobasen, där det har sagts att flera brott mot de mänskliga rättigheterna ägt rum. Human Rights Watch säger i en rapport 2011 att USA borde inleda en rättslig utredning om huruvida George Tenet gjort sig skyldig till krigsbrott.  Enligt rapporten finns övertygande bevis för att han bar ansvar för att misstänkta terrorister har utsatts för tortyr
3 juli 2004 avgick Tenet från posten som chef för CIA ”av personliga skäl”. 

### Utmärkelser
Trots misslyckandena med massförstörelsevapnen i Irak erhöll han i december samma år Presidential Medal of Freedom.